# Râul Dealu
Râul Dealu este un curs de apă, afluent al râului Măcriș. 